# Islande aux Jeux olympiques d'été de 2020
L'Islande participe aux Jeux olympiques de 2020 à Tokyo au Japon. Il s'agit de sa 20e participation à des Jeux d'été.

## Athlètes engagés
| Sport      | Hommes | Femmes | Total |
| ---------- | ------ | ------ | ----- |
| Athlétisme | 1      | 0      | 1     |
| Natation   | 1      | 0      | 1     |
| Tir        | 1      | 1      | 2     |
| Total      | 3      | 1      | 4     |

## Résultats

### Athlétisme
L'Islande bénéficie d'une place attribuée au nom de l'universalité des Jeux. Guðni Valur Guðnason dispute le concours de lancer du disque masculin.
| Athlète              | Épreuve                   | Qualification | Qualification | Finale      | Finale  |
| Athlète              | Épreuve                   | Performance   | Rang          | Performance | Rang    |
| -------------------- | ------------------------- | ------------- | ------------- | ----------- | ------- |
| Guðni Valur Guðnason | Lancer du disque masculin | NM            | -             | Éliminé     | Éliminé |

### Natation
Anton McKee a réalisé les minima qualificatif étable à 2 min 10.35 s sur 200 mètres en brasse. Ce seront ses troisièmes jeux. 
Snæfríður Jórunnardóttir a participé au 100 mètres nage libre féminin et au 200 mètres nage libre féminin aux championnats du monde 2019 sans parvenir à se qualifier pour les demi-finales. Elle n'a pas réussi les minima mais reste toutefois retenus en toutefois réalisé les temps de sélection olympiques.
| Athlète                  | Épreuve                  | Série         | Série | Demi-finale | Demi-finale | Finale   | Finale   |
| Athlète                  | Épreuve                  | Temps         | Rang  | Temps       | Rang        | Temps    | Rang     |
| ------------------------ | ------------------------ | ------------- | ----- | ----------- | ----------- | -------- | -------- |
| Anton McKee              | 200 m brasse masculin    | 2 min 11 s 64 | 24e   | Éliminé     | Éliminé     | Éliminé  | Éliminé  |
| Snæfríður Jórunnardóttir | 100 m nage libre féminin | 56 s 15       | 34e   | Éliminée    | Éliminée    | Éliminée | Éliminée |
| Snæfríður Jórunnardóttir | 200 m nage libre féminin | 2 min 0 s 20  | 22e   | Éliminée    | Éliminée    | Éliminée | Éliminée |

### Tir
En mai 2021, un athlète en pistolet à 10 m obtient une qualification pour les Jeux olympiques suite ses performances mondiales avec une invitation tri-partite de la fédération.
| Athlète              | Compétition                  | Qualification | Qualification | Finale  | Finale  |
| Athlète              | Compétition                  | Points        | Rang          | Points  | Rang    |
| -------------------- | ---------------------------- | ------------- | ------------- | ------- | ------- |
| Ásgeir Sigurgeirsson | Pistolet à air comprimé 10 m | 570           | 28e           | Éliminé | Éliminé |